# Jan Delay

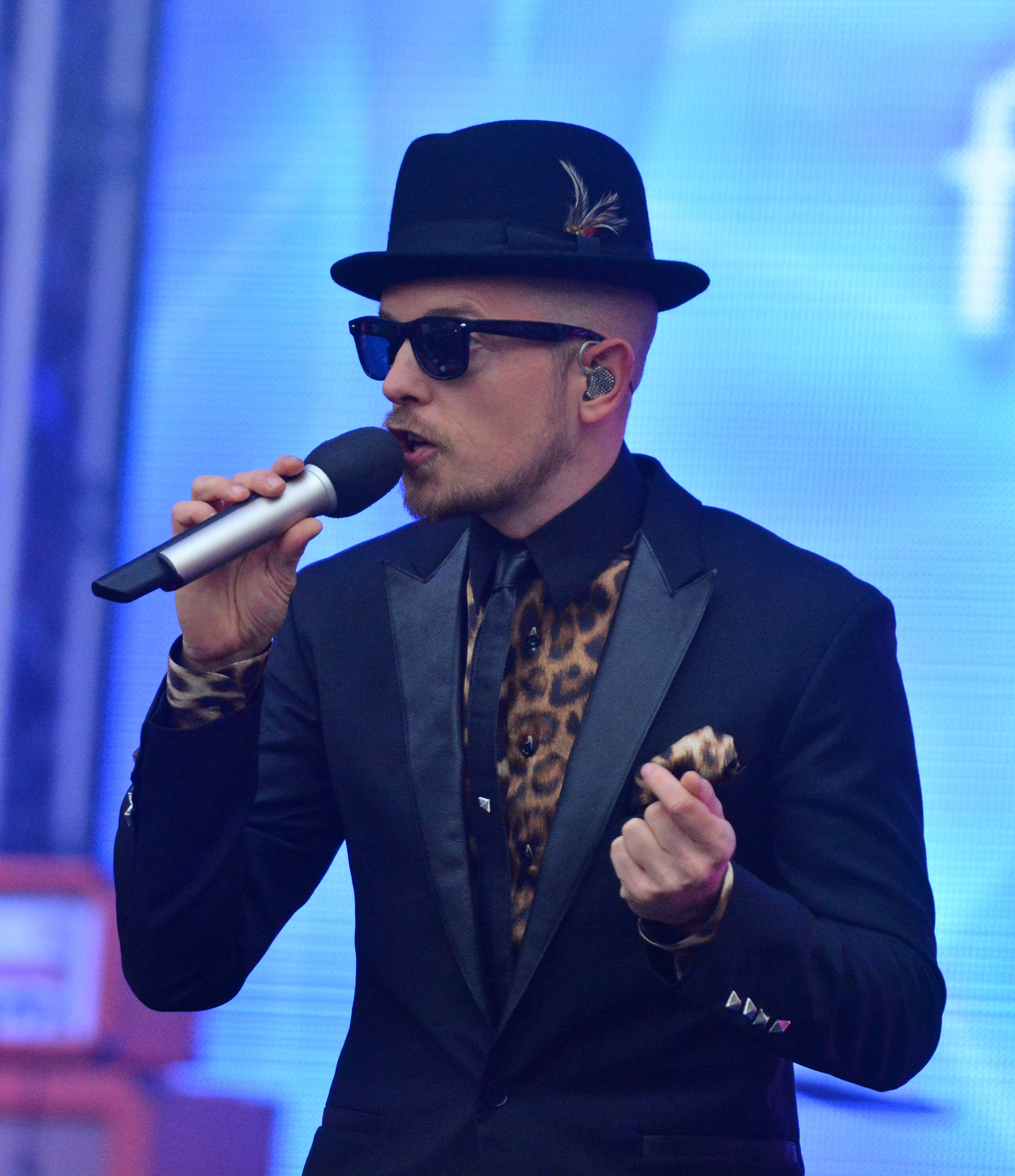
Jan Delay in 2014

Jan Phillip Eißfeldt, (25 augustus 1976) vooral bekend als Jan Delay is een Duitse zanger en songwriter. Ook Eizi Eiz en Eißfeldt heeft hij als artiestennaam gebruikt.
Zijn muziek is een combinatie van reggae, hip-hop, dub en funk. In 1992 begon hij samen met twee anderen een band op genaamd Absolute Beginner (na 2003 kortweg Beginner). In 1997 richtte hij met enkele collega's het label Eimsbush op dat in 2003 financieel ten onder ging.
De band die hem sinds 2006 op tournees begeleidt heet Disco No. 1.

## Singles
Jan Delay & Sam Ragga Band
- 1999 Irgendwie, Irgendwo, Irgendwann
- 2001 Ich möchte nicht, dass ihr meine Lieder singt
- 2001 Vergiftet

Jan Delay & Disco No. 1
- 2006 Klar
- 2006 Für immer und dich
- 2007 Feuer
- 2007 Im Arsch
- 2007 Türlich, Türlich / Word up

## Albums
Eimsbush Entertainment (aka Jan Delay & Tropf)
- 2002 Atarihuana Laboom

Jan Delay & Sam Ragga Band
- 2001 Searching for the Jan Soul Rebels

Jan Delay & Disco No. 1
- 2006 Mercedes-Dance
- 2007 Searching... - The Dubs (compilatiealbum, beperkte editie)
- 2009 Wir Kinder vom Bahnhof Soul
- 2014 Hammer & Michel
- 2021 Earth, Wind & Feiern

## Live-albums
- 2007 Mercedes-Dance Live
- 2010 Live! Wir Kinder vom Bahnhof Soul
- 2012 Hamburg brennt!! Live